# Agriculture intensive

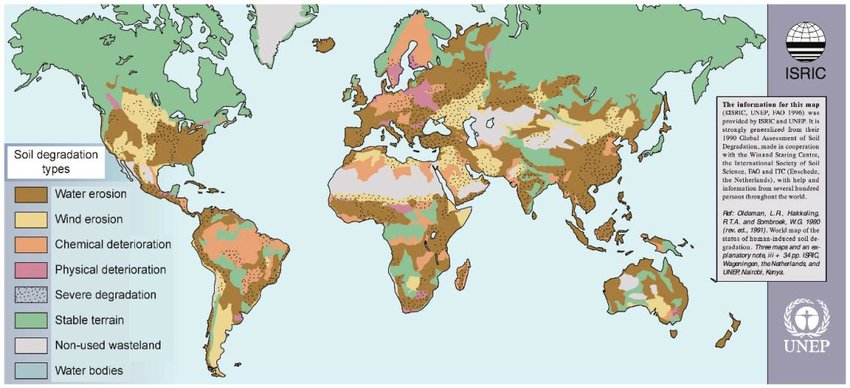
Carte mondiale de la dégradation des sols établie en 2017. Selon le rapport de 2015 de la FAO et l'ITPS sur l'« État des ressources du sol dans le monde », un tiers des terres arables de la planète sont plus ou moins menacées de disparaître. Les principales menaces qui affectent les sols sont leur érosion (par l'eau, le vent ou le labour), la perte de carbone organique et les déséquilibres nutritifs liés principalement au changement d'affectation des sols (urbanisation, défrichement), ainsi qu'à l'intensification de l'agriculture et de la déforestation.

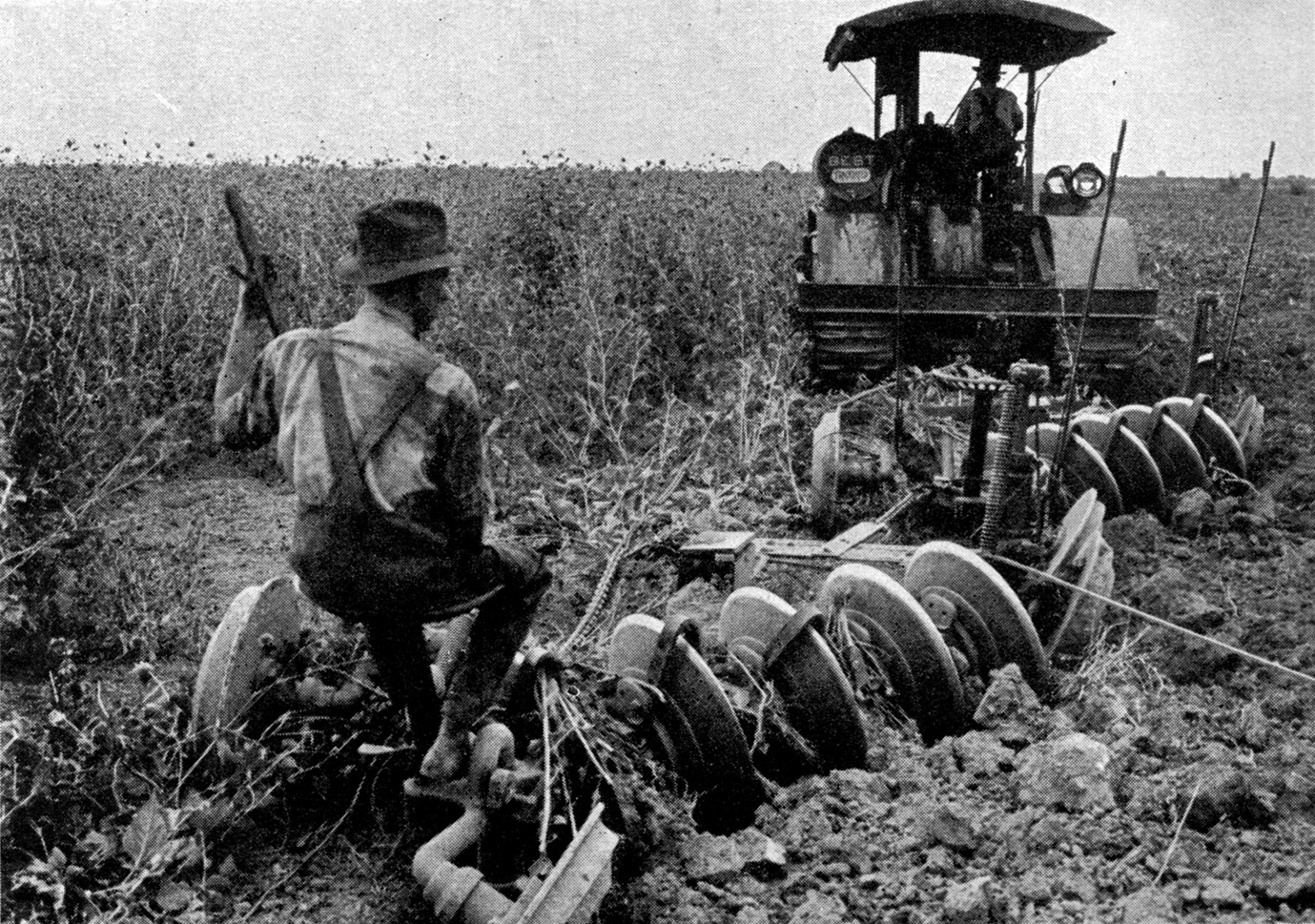
Au début du XXe siècle, les carburants issus du pétrole facilitent la motorisation de l'agriculture et sa mécanisation : ici le labour d'un champ de luzerne avec une charrue à disques (opération exigeante en puissance).

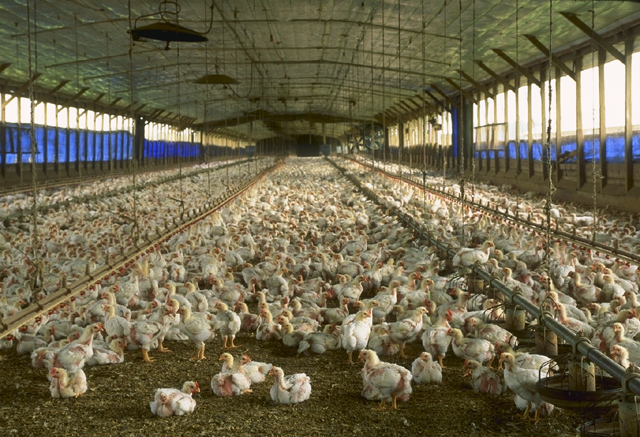
Les élevages (ici de volailles) sont aussi concernés par l'intensification et la concentration, non sans risques écoépidémiologiques notamment liés à la promiscuité d'un grand nombre d'animaux génétiquement non diversifiés

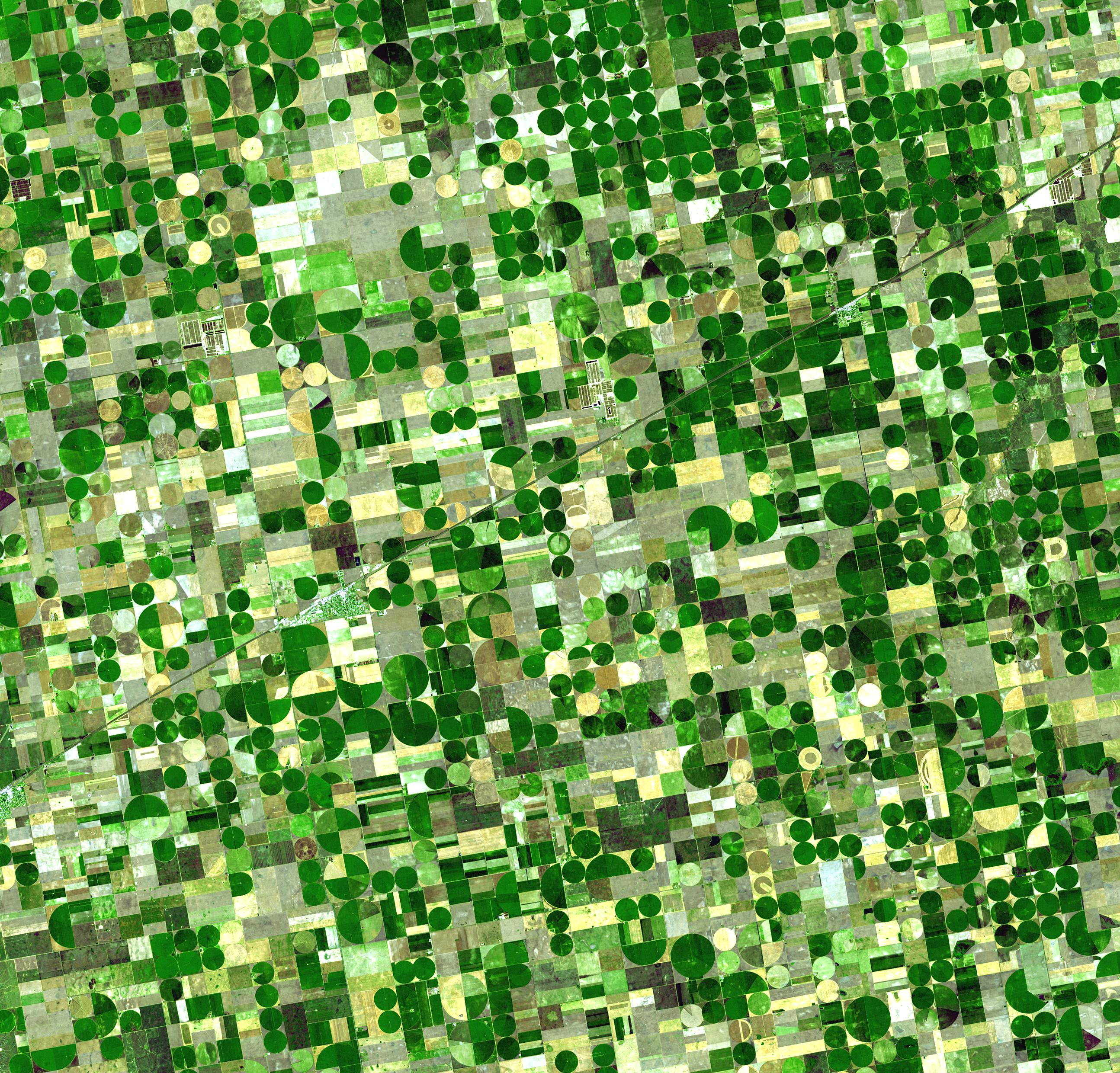
Vue satellitale de zones circulaire irriguées de culture de maïs, blé et sorgho (ici dans le Kansas dans une zone où l'eau est l'un des facteurs limitants, fin juin 2001)

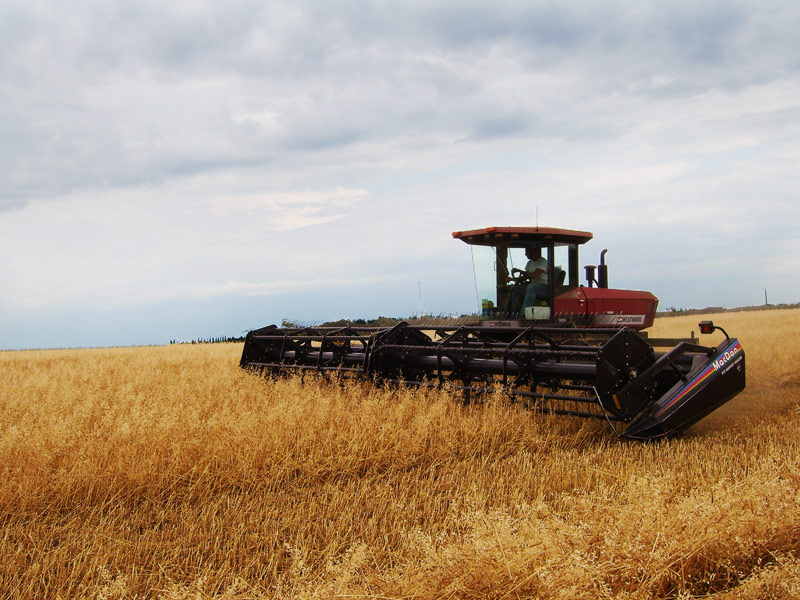
L'intensification de l'agriculture moderne a été permise par la mécanisation associée au remembrement et par l'utilisation d'intrants (semences, engrais, pesticides).

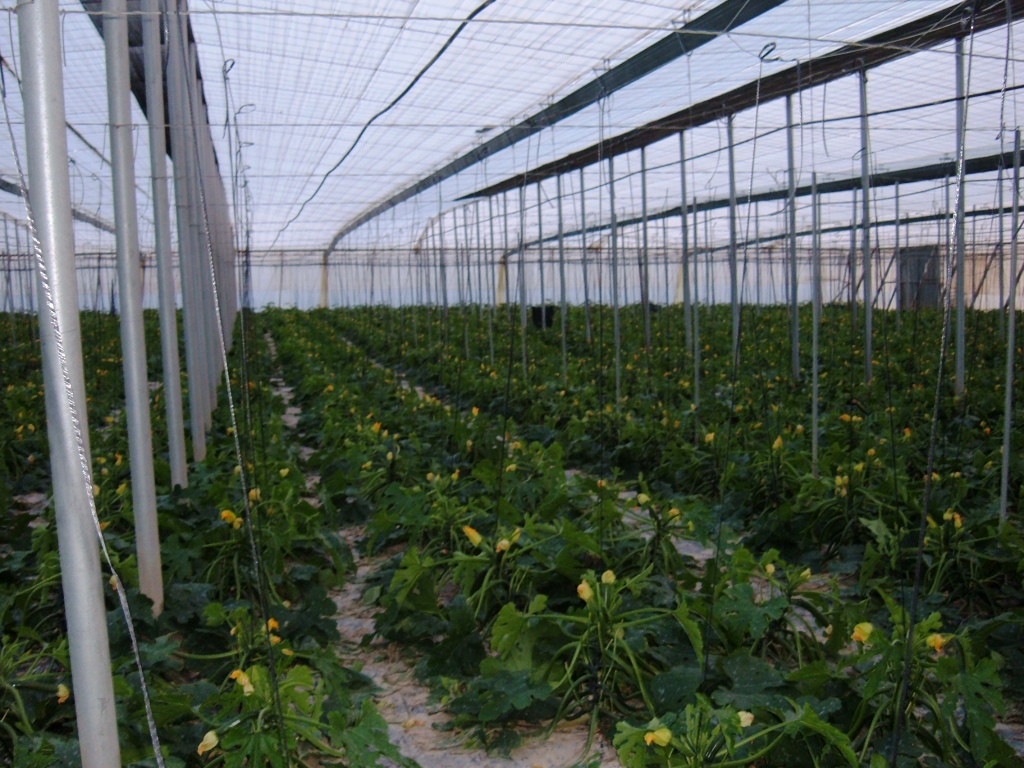
Cultures intensives de cucurbitacés sous serre (ici en Espagne).

L'agriculture intensive, terme utilisé parfois en France comme synonyme d'agriculture dominante ou agriculture conventionnelle, est un système de production agricole fondé sur un accroissement de la production agricole optimisé par rapport à la disponibilité des facteurs de production (moyens humains, matériels et surfaces cultivées). Ce rapport entre volume produit et facteur de production est appelé productivité.
L'agriculture intensive existe dans deux systèmes opposés, l'un traditionnel, l'autre moderne. En système traditionnel, les ressources humaines sont nombreuses, la force animale est souvent employée, la biodiversité est élevée et plusieurs espèces complémentaires sont parfois cultivées ensemble, mais les moyens matériels (et souvent les disponibilités foncières) sont rares : l'intensification agricole y est fondée sur l'investissement humain maximal par rapport aux autres facteurs de production. Les impacts environnementaux sont faibles (agriculture extensive au sens large). En système moderne, la situation est inverse : les moyens humains sont en grande partie remplacés par des machines ou robots, l'intensification requiert des investissements importants et une utilisation accrue d'intrants (engrais, produits phytosanitaires, matériel agricole, énergie). C'est ce deuxième système qui est habituellement désigné par l'appellation « agriculture intensive ». Les caractéristiques (mécanisation, chimisation, standardisation et augmentation de la taille des parcelles) de l'intensification de l'agriculture à l’échelle des parcelles et des paysages, expliquent que les impacts environnementaux y sont plus importants,.

## Agriculture et productivité
En fonction des moyens mobilisés on peut avoir une productivité physique par unité de main-d'œuvre (UTH, pour unité de travail humain ou unité travailleur humain) ou une productivité physique par unité physique ou économique exploitée (productivité par hectare de surface agricole, par unité de surface dans un bâtiment d'élevage ou dans une serre, par quantité de capital immobilisé). En fait, la productivité est une notion inhérente au système technique utilisé, ce qui impose de le définir préalablement. Ainsi, à rebours de la productivité des systèmes agricoles intensifs conventionnels, Michel Griffon met en avant une productivité qui est le résultat de moyens écologiques mis en œuvre, il développe dans ce sens l'idée d'« agricultures écologiquement intensives » fondées sur la mobilisation de technologies ayant globalement un effet positif sur l'environnement. Dans cette approche, on pourra consulter aussi l'article Micro-agriculture biointensive.
La productivité physique ne doit pas être confondue avec la productivité en valeur fondée sur la valeur de la production rapportée aux moyens économiques engagés même si les deux se recoupent et encore moins avec la rentabilité.
En fonction des moyens mis en œuvre et surtout de l'importance de la main d'œuvre engagée, l'agriculture intensive peut se rencontrer dans deux systèmes opposés :
- l'agriculture traditionnelle d'une part,
- l'agriculture moderne d'autre part.

## Aux origines de l'intensification: systèmes agricoles traditionnels et intensification
Un trait essentiel des systèmes agricoles traditionnels et intensifs est l'importance du travail humain (nombre d'UTH engagées par unité foncière). La ressource rare est le foncier. La main-d'œuvre est abondante et/ou faiblement rémunérée. Ceci se traduit par une productivité élevée du foncier et une productivité faible de l'UTH.

### Cas de l'agriculture chinoise
Le système agricole traditionnel chinois est intensif (forte productivité par unité foncière), son caractère traditionnel historique s'exprimant dans l'importance de la main d'œuvre engagée au sein de très petites ou de microexploitations. En 1930, on comptait plus de 100 millions de foyers paysans, avec en moyenne  1 hectare par famille. En 1958, la collectivisation les a regroupés en 26000 communes populaires de 4600 ménages en moyenne, puis, 3 ans après, en 6 millions d'équipes de production pour tenter de corriger les excès de cette politique. Le bouleversement est tel que la production a diminué avec pour conséquence la Grande famine de 1959 à 1961. Après les réformes de décollectivisation engagées en 1978, les paysans ont repris partiellement le contrôle de leurs terres. On estimait en 2003 à 250 millions le nombre d'exploitations familiales employant en moyenne 1,4 personne sur moins d'un demi-hectare. Depuis 1979 la production a presque quadruplé avec un taux annuel de croissance agricole de 5 %  .
Ce système est aujourd'hui déstabilisé par l'industrialisation et l'attractivité urbaine qui en résulte comme cela s'est produit dans le passé dans les pays développés occidentaux. Parallèlement, on constate le développement à grande vitesse d'une agriculture moderne intensive, notamment dans le secteur de l'élevage industriel (porcs et volailles).
On doit à des travaux de recherche d'économistes et historiens d'avoir montré l'ancienneté et les conditions de l'émergence de ce système qui a accompagné et permis une expansion démographique, en particulier le travail réalisé par Li Bozhong sur la révolution agricole à l'époque des Tang (618-906) rapporté par Michel Cartier. À l'inverse d'autres systèmes agricoles traditionnels, le système agricole chinois n'a jamais été autarcique mais au contraire fortement inclus dans une économie d'échange et lié à une multiactivité. Tout cela a contribué à faire de la Chine la première économie mondiale en termes de PNB jusque vers 1850, position qu'elle est en train de retrouver.

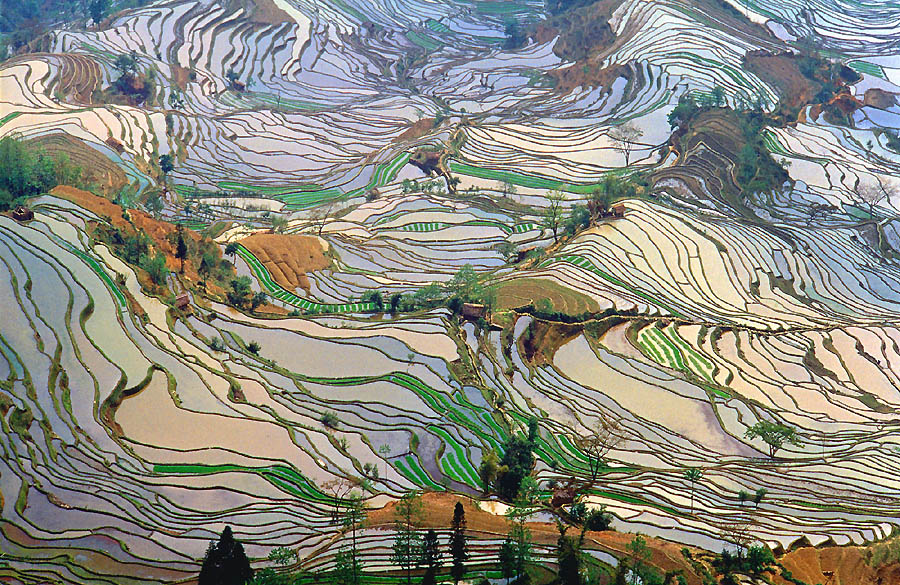
Rizières en terrasse des Hani de Honghe, avant plantation, exemple de culture intensive traditionnelle (ici dans le Yunnan en Chine)

Les facteurs principaux de cette intensification agricole ont été :
- la priorité aux cultures ;
- l'utilisation intensive du fumier ;
- le recours massif à l'irrigation.

Les réseaux d'irrigation exigeaient une main d'œuvre très importante tant pour la construction des ouvrages que pour leur entretien. Cette intensification découle de ce que la Chine ne compte que 10,1 % de sa surface en terres arables soit 0,08 ha par habitant alors que ce pourcentage est 27,8 % en Europe avec 0,26 ha de terre arable par habitant et 52,7 % en France avec 0,46 ha par habitant, (valeurs pour 1996).
En 2004, 52 % des terres arables étaient irriguées en Chine contre 10 % aux États-Unis.

## Agriculture moderne et intensification
La notion d'agriculture moderne n'implique pas obligatoirement la mise en œuvre d'une intensification mais plutôt une optimisation de l'emploi des moyens de production (foncier, travail, capitaux) en fonction des prix des produits livrés sur le marché, optimisation au sens mathématique du terme telle que mise en œuvre initialement dans les travaux pionniers de Jean Chombart de Lauwe sur l'optimisation linéaire appliquée à la gestion de l'exploitation agricole. Le trait dominant de l'agriculture moderne, intensive ou non, est la réduction du coût du travail ou du temps de travail par unité physique de production dans le coût de production, donc une productivité élevée du travail ou de l'UTH.

### Agriculture moderne non intensive ou partiellement intensive
Elle est mise en œuvre en particulier lorsque le coût du foncier est particulièrement bas, situation qui peut se rencontrer dans certains pays. On a dans ce cas une productivité par hectare faible avec une productivité par UTH élevée. Par exemple :

#### En productions animales
- L'élevage bovin à viande sud américain, au Brésil, en Argentine et en Uruguay, peut être à la fois extensif (utilisation de grands espaces herbagers avec une faible charge de bétail à l'hectare, très peu de mécanisation et d'intrants), et moderne en ce sens qu'il utilise certains outils zootechniques de l'élevage moderne (traitements antiparasitaires des animaux, prophylaxies, contention), avec un faible coût relatif de la main d'œuvre, pour obtenir les coûts de production de viande bovine les plus bas sur le marché mondial.
- L'élevage bovin laitier néo-zélandais est souvent considéré comme extensif en ce sens qu'il est essentiellement herbager, avec très peu d'intrants achetés par comparaison avec les systèmes laitiers européens et nord américains qui pratiquent l'intensification fourragère (ensilage de maïs) et le recours aux concentrés alimentaires, tout en étant très moderne par sa rationalité, avec encore un faible coût relatif de la main d'œuvre. En fait la production de l'herbe y est intensive (fertilisation et irrigation). Dans ce système herbager la maîtrise très poussée de la traite mécanique des grands troupeaux contribue à une productivité poussée par unité de main d'œuvre. Au bilan, ce système laitier livre des produits laitiers au prix le plus compétitif sur le marché mondial[17].

#### En productions végétales

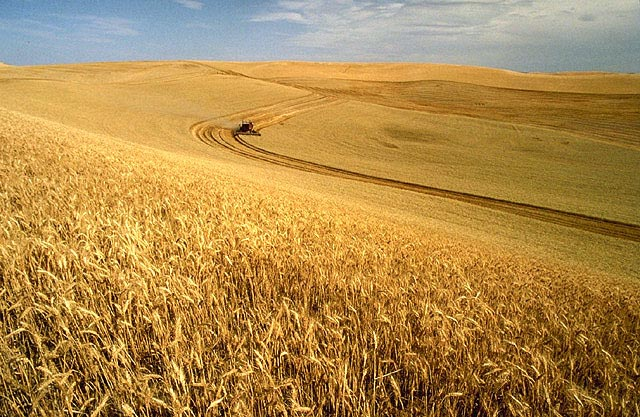
Une moisson dans l’immensité des espaces de monoculture céréalière aux États-Unis

Certains systèmes de production, céréaliers notamment, australiens, nord américains et sud américains, peuvent être à la fois modernes et partiellement extensifs ou peu intensifs (peu d'intrants par hectare par rapport aux systèmes européens, pas d'irrigation), avec une forte mécanisation donc avec une productivité par hectare moindre, mais avec très peu de main d'œuvre.
En Australie (céréaliculture moderne et non intensive ou semi extensive), on produit du blé à raison de 15 à 20 quintaux par hectare en moyenne mais sur des exploitations de 4000 à 5 000 hectares. En France, dans le Bassin Parisien (céréaliculture moderne et intensive), on produit 80 à 100 quintaux par hectare mais sur des exploitations de 150 à 300 hectares pour le principal.

### Agriculture moderne intensive
L'agriculture moderne intensive cumule à la fois une productivité physique élevée du foncier ou des capitaux fixes immobilisés et une productivité élevée des UTH. C'est en ce sens qu'elle est parfois qualifiée de productiviste, terme en vogue lors de l'après-guerre dans les pays totalitaires et occidentaux, mais à connotation parfois péjorative au début du XXIe siècle.
Elle fait appel :
- à des équipements achetés apportés par la technique moderne : machinisme agricole, robots de traite, matériel d'irrigation et de drainage des sols, de culture sous serre et de culture hors-sol, etc.,
- à des agrofournitures achetées : semences, engrais de synthèse ou amendements, produits de traitement des cultures, produits de l'industrie de l'alimentation du bétail, etc.,
- à des techniques très diversifiées développées par l'enseignement technique agricole, par les organismes techniques de développement agricole et par la Recherche elle-même (l'INRA, le CEMAGREF, etc. en France), par les services commerciaux aussi des firmes industrielles.

En maximisant les rendements, l'agriculture intensive permet de réduire, à production égale, les surfaces cultivées. À titre d'exemple, en France entre 1989 et 2005, le rendement moyen toutes céréales est passée de 60 à 70 q/ha, permettant une augmentation de la production de 11,3 % et une réduction de 2,7 % du sol consacré à ces cultures, libérant environ 259 000 hectares de terre. C'est l'augmentation des rendements qui a permis, depuis l'après-guerre, d'augmenter sensiblement le taux de boisement du pays, malgré la stérilisation croissante de surfaces agricoles urbanisées ou imperméabilisées.

## Conséquences humaines

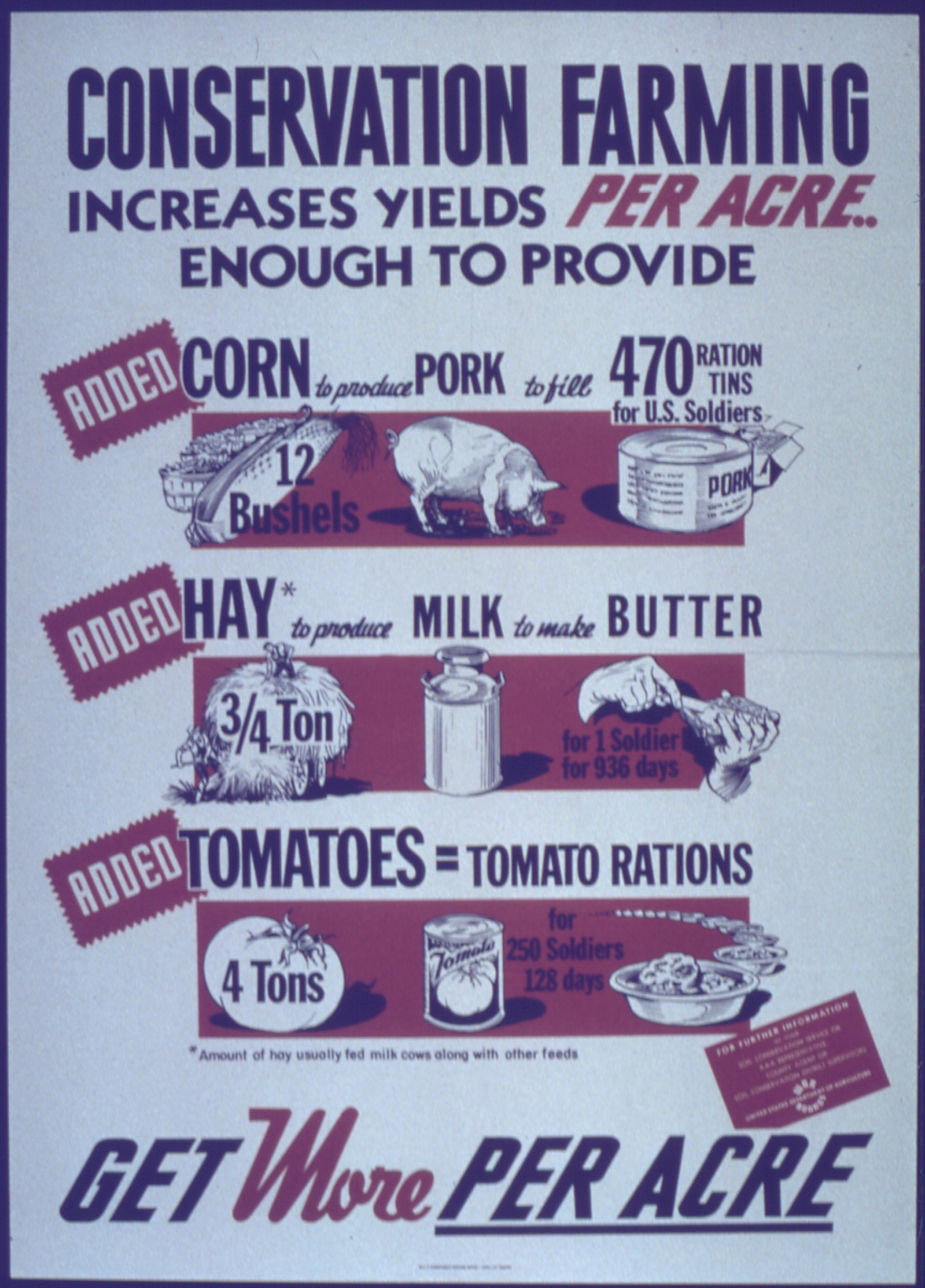
En temps de guerre, les affiches de propagande en faveur de l'effort de guerre incluent l'incitation à une intensification de la production agricole ; Affiche du Bureau de la gestion des urgences. Bureau de l'information de guerre. Direction des opérations nationales. Bureau des services spéciaux. (utilisée durant la Seconde Guerre mondiale, du 09/03/1943 au 15/09/1945)

L'agriculture intensive a permis, au cours du XXe siècle, d'augmenter très fortement les rendements et par voie de conséquence la production agricole, et de diminuer corrélativement les coûts de production. Les gains de productivité réalisés ont autorisé la très forte diminution de la population agricole dans les pays développés (elle ne représente plus que 2 à 3 % de la population active), en répondant aux besoins alimentaires et de fibre (coton) de la population agricole et non agricole et en trouvant de nouveaux marchés via l'exportation massive d'une partie de la production, contribuant parfois à corriger, en partie au moins, les déséquilibres alimentaires existant sur la planète, mais parfois en les accentuant en cassant les marchés locaux non concurrentiels.
La mécanisation et l'intensification de l'agriculture ont fait reculer la pénibilité du travail des agriculteurs, souvent en augmentant leurs revenus, mais au prix d'une très forte perte d'emploi agricole. Dans nombre de situations, cette intensification n'est possible qu'au travers d'un endettement excessif créant un déséquilibre financier parfois insurmontable lors d'une baisse des prix de vente des produits. Il peut en résulter une détérioration profonde, parfois dramatique, des conditions de vie, dont témoignent les manifestations récurrentes d'agriculteurs dont certains sont au bord de la faillite. C'est le cas en particulier dans les filières d'élevage en 2015 et 2016. Cette situation engendre des cessations d'activité et donc aussi une réduction de l'emploi agricole.
L'intensification de l'agriculture datant des années 1960 à 1980 est aussi connue sous le terme de révolution verte. Elle a assuré la sécurité alimentaire, tant en quantité qu'en qualité, des pays développés et a contribué à améliorer l'approvisionnement de certains pays en voie de développement, notamment l'Inde.
Les pays dits « en voie de développement » n'ont souvent pas pu bénéficier des avantages ou des richesses espérées permises par l'agriculture moderne. Les raisons les plus citées en sont des sols et climat souvent défavorables, l'insuffisance d'eau, de capital financier, de formation adaptée et dans un certain nombre de pays de conditions politiques, économiques ou juridiques défavorables, ou les déséquilibres induits par certaines taxes ou protection de marchés, ou surtout par les subventions massives données à l'agriculture industrielle des pays riches.

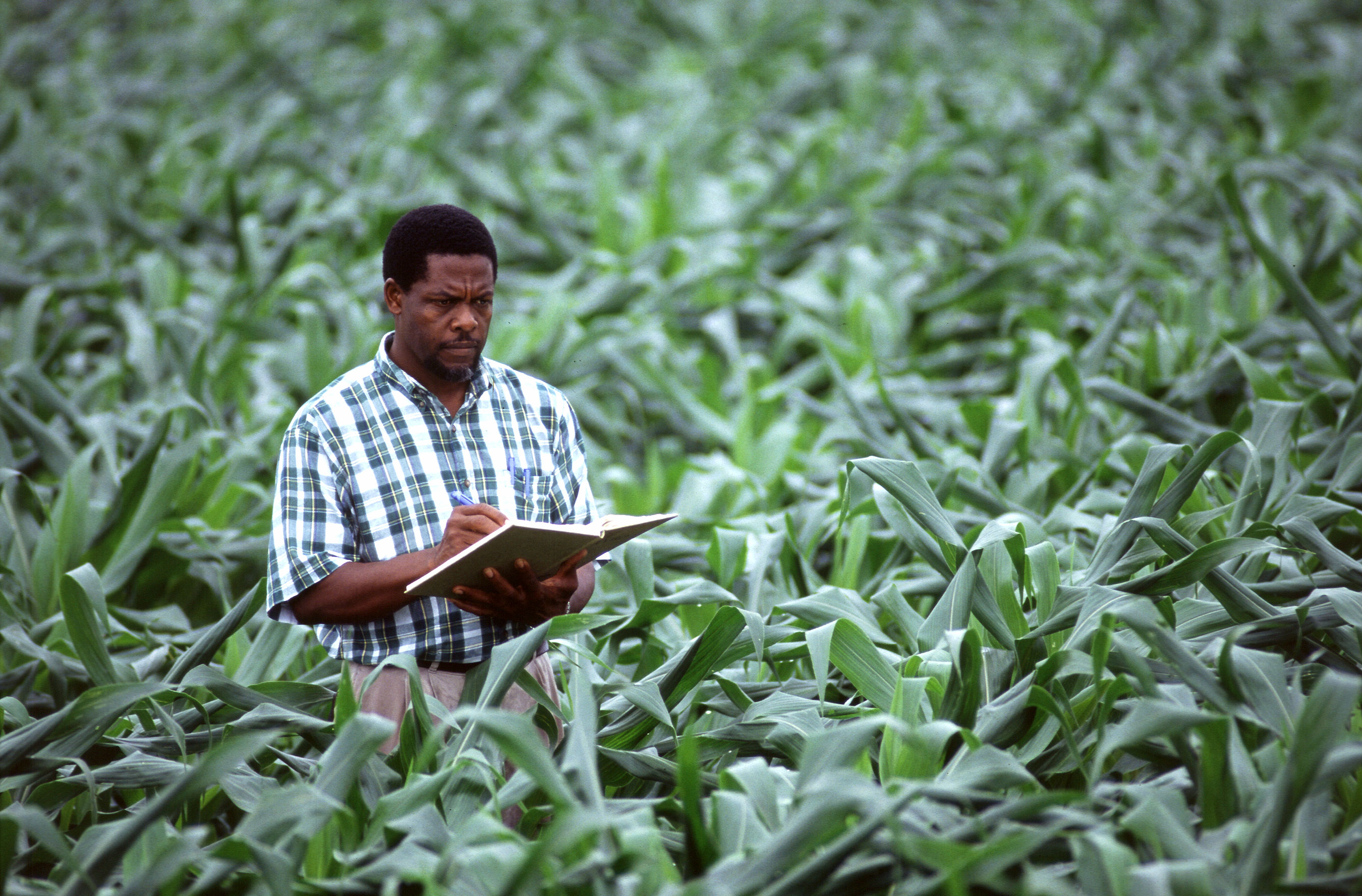
Agronome procédant à des mesures dans un champ de maïs
Agricultural Research Service, USDA

## Conséquences environnementales
L'agriculture intensive, en raison d'impacts environnementaux, sanitaires et climatiques trop importants, est rejetée par un certain nombre de producteurs et de consommateurs, ce à quoi certains défenseurs de l'intensification répondent que l'agriculture intensive ne peut atteindre ses objectifs de rendement qu'en fournissant aux plantes des conditions optimales de croissance, en compensant la perte de fertilité naturelle du sol par des intrants remplaçant les éléments exportés. Leurs détracteurs répondent que le bilan négatif des exportations de matière organique se traduit par une perte d'humus, que les engrais et les pesticides contribuent à une dégradation des qualités pédologiques du sol et que le drainage et l'arrosage ont des conséquences en amont et en aval (coûts externes) non compensés.
D'autres enfin notent que certaines agricultures traditionnelles avaient développé d'autres formes performantes d'intensification, sans mécanisation ni intrants chimiques, par exemple avec les rizières traditionnelles, le bocage, l'agrosylviculture ou comme en Amérique en cultivant de petits champs surélevés dans des zones inondables (dans la savane guyanaise par exemple,), ou en plantant des haricots grimpants sur les tiges de maïs (double récolte, la légumineuse enrichissant le sol en azote au profit du maïs), produisant des récoltes comparables ou dépassant parfois celles permises par la mécanisation et les intrants chimiques.
L'intensification de l'agriculture a des conséquences profondes, tant aux niveaux génétiques (perte de diversité génétique, notamment lié au clonage et aux cultures transgéniques), qu'aux niveaux des espèces, des écosystèmes et des paysages et agropaysages, et ce, aux niveaux locaux et globaux (affectant les microclimat mais aussi le climat planétaire). Elle dégrade le cycle et la qualité de l'eau (pollution aux nitrates, phosphates, antibiotiques,phénomènes d'eutrophisation, de dystrophisation, pollution par les pesticides), la qualité des sols, la microfaune et la fonge édaphiques, ainsi que la qualité de l'air (poussière et pesticides dans l'air, émission de gaz à effets de serre).

Certains groupes d'espèces-clés ou « espèces ingénieur » (vers de terre par exemple) influent sur les principaux processus écologiques du sol. Ils sont considérés par les agronomes comme des éléments essentiels de la diversité des communautés, laquelle est un facteur de stabilisation. Beaucoup de groupes-clés trouvés dans les sol (bactériens et de champignons mycorhiziens notamment) peuvent se connecter aux plantes (au moins 90 % des familles de plantes terrestres sont concernées) via des associations mycorhiziennes à arbuscules et jouer des synergies essentielles pour la survie et la productivité des plantes, contribuant à former un réseau écologique essentiellement souterrain étendu dans les sols, particulièrement riche en forêt, et que certains biologistes ont nommé le wood-wide web (en référence au World Wide Web). Beaucoup de champignons mycorhiziens sont soupçonnées d'avoir une large gamme d'hôtes. Les études faites sur les sols arables montrent cependant que la diversité en champignons mycorhiziens y est « extrêmement faible par rapport aux sols forestiers ». Des groupes d'espèces représentatives comme les oiseaux et en particulier les « oiseaux des champs » se sont effondrés.
En Europe, une étude publiée en 2023 dans la revue Proceedings of the National Academy of Sciences a confirmé qu'en moyenne 25 % des oiseaux d'Europe ont disparu en 37 ans, soit de 1980 à 2016, essentiellement à cause du labour, des pesticides et des engrais qui privent les oiseaux de leurs habitats naturels ou semi-naturels, de tout ou partie de leur nourriture ou parfois les empoisonnent. Quand on étudie les types d'espèces qui, parmi les 20 millions d'oiseaux disparaissant ainsi chaque année de l'Union européenne, par rapport à leurs populations de l'année précédente, on constate que les oiseaux inféodés aux milieux agricoles (champs en particulier) sont, et de loin, ceux qui sont les plus affectés par le phénomène : plus de la moitié des espèces concernées (57 %) sont des oiseaux des milieux cultivés ; 28 % sont des oiseaux urbains alors que seuls 18 % des oiseaux forestiers sont en recul. Les oiseaux se nourrissant d'insectes et autres invertébrés des champs sont les plus touchés.

En France, la quantité d'oiseaux agricoles et forestiers a diminué de 43 % et 19 %, respectivement ; le moineau friquet, le tarier des prés et le pipit farlouse sont les espèces parmi les plus touchées (environ -75 % en 37 ans). Dans le même temps, les oiseaux nichant en milieu urbain on augmenté en nombre (+ 9 %), sans qu'on puisse parler de compensation, puisque sur d'autres territoires et avec des espèces ayant d'autres fonctions écosystémiques.
En 2019, l'ONG Greenpeace avait alerté sur le système d'élevage intensif et la surconsommation de viande en Europe, source de déforestation de certaines régions d'Amérique du Sud, en particulier au Brésil et en Argentine, les importations de soja étant toujours plus importantes.